# Odore di pioggia
Odore di pioggia è un film del 1989, diretto da Nico Cirasola.

## Trama
Le peripezie del giovane Totò, chiamato “L'acchiappamosche”, che per passare le giornate, scrive poesie e canzoni, gira su una moto Guzzi e corteggia la moglie di un ufficiale della Nato. La storia scorre sullo sfondo di una Puglia mitica.

## Produzione
Il film è girato a Gravina in Puglia, città in cui è nato il regista, con alcune scene nei vicini territori della Murgia, tra Altamura e Poggiorsini.
Le riprese sono effettuate anche ad Andria e Castel del monte.

## Accoglienza

### Critica
Per il critico Elio Girlanda, Odore di pioggia è "un finto naif ... tra antropologia e fiction, con un miscuglio di dialetti, temi, maschere ... dal nonsense anglo-americano all'on the road di marca wendersiana"
Si distingue per lo stile asciutto relativamente a scene, ambienti, personaggi, narrazione e dialoghi. Traspare che i mezzi (finanziari e tecnici) a disposizione sono limitati e resi congrui grazie ad un attaccamento al territorio pugliese, sia come location e sia come cast artistico e tecnico.